# 2-й Садовый мост
2-й Садо́вый мост — автодорожный железобетонный рамный мост через реку Мойку в Центральном районе Санкт-Петербурга, соединяет 1-й Адмиралтейский и Спасский острова. 

## Расположение
Связывает Царицынский проезд с проездом вдоль Марсова поля. Мост находится в сосредоточении исторических мест: непосредственно у Михайловского сада, Марсова поля и храма Спаса на Крови.
Выше по течению находится 1-й Садовый мост, ниже — Мало-Конюшенный мост.
Ближайшая станция метрополитена — «Гостиный двор».

## История
В 1876 году на этом месте был построен мост на чугунных винтовых сваях, пролётное строение состояло из железных ферм. Мост был предназначен для движения конки, пешеходное движение было запрещено. Длина моста составляла 35,2 м, ширина — 3,65 м. В 1906 году произведены работы по укреплению моста. В 1932 году по проекту архитектора Е. Н. Сандлера под руководством профессора Л. А. Ильина построен трёхпролётный балочный мост. Опоры были деревянными на свайном основании, пролётное строение состояло из металлических двутавровых балок. Мост предназначался только для трамвайного движения и пешеходов. В 1961 году по инициативе инженера П. П. Степнова деревянное перильное ограждение было заменено чугунным художественного литья по типу решётки каменного моста через реку Таракановку у Нарвских ворот, засыпанного вместе с соответствующим участком реки в 1920-х. Работы выполнялись силами РСУ Ленмосттреста по проекту архитекторов-реставраторов И. Н. Бенуа, А. Е. Полякова и скульптора Г. Ф. Цыганкова.
Существующий мост был построен в 1966—1967 годах по проекту инженера Е. А. Болтуновой и архитектора Л. А. Носкова. Строительство моста осуществляло СУ-1 треста Ленмостострой под руководством инженера Л. С. Кулибанова. В 1970 году архитектурные детали на мосту были позолочены. В 1985 году установлен повышенный гранитный поребрик. В 1998 году проведён капитальный ремонт моста. В ходе работ заменена гидроизоляция, выполнено устройство переходных плит, демонтированы трамвайные пути, отреставрировано перильное ограждение, торшеры и детали художественного декора.

## Конструкция
Мост однопролётный железобетонный, по статической схеме — трёхшарнирная рама. Опоры на свайном основании, облицованы гранитом. Фонарные торшеры в виде связок пик схожи с торшерами 1-го Садового моста.
Ограждения 2-го Садового моста охраняются государством как объект культурного наследия России регионального значения. 
 Объект культурного наследия народов РФ регионального значения. Рег. № 781711018840005 (ЕГРОКН). Объект № 7802250000 (БД Викигида)